# Clemens Pasch
Clemens Pasch (* 19. Juli 1910 in Sevelen; † 12. Juli 1985 in Düsseldorf) war ein deutscher Bildhauer und Maler.

## Leben
Clemens Pasch absolvierte nach der Schulzeit und dem zweijährigen Besuch der Handelsschule eine Ausbildung zum Schildermaler in Düsseldorf, anschließend arbeitete er im Malersaal des Stadttheaters Krefeld. Dort erhielt er 1929 bei dem Maler Fritz Huhnen seine erste künstlerische Ausbildung. Darauf folgte im Jahr 1930 ein Aufenthalt in Amsterdam als Graphiker.
Im Jahr 1931 lebte Clemens Pasch in Paris und arbeitete als Dekorationsmaler beim Neubau des niederländischen Pavillons der Pariser Kolonialausstellung. Nach erfolgreicher Fertigstellung seiner Arbeit folgten Lehr- und Wanderjahre durch Europa, in denen er sich weitere Kenntnisse und Fertigkeiten als Maler, Zeichner und Graphiker aneignete. In Köln meldete er 1936 ein Gewerbe als Gebrauchsgraphiker an und arbeitete die nächsten Jahre in diesem Bereich.
Als er 1939 sein Studium an der Staatliche Kunstakademie in Düsseldorf begann, entschied er sich für den Schwerpunkt Bildhauerei. Da Edwin Scharff bereits Arbeitsverbot hatte, blieb Clemens Pasch für ein Semester bei Joseph Enseling und wechselte anschließend an die Kölner Werkschule. Bei den Bombenangriffen 1941 auf Köln wurde seine Wohnung und sein Atelier mit all seinen Arbeiten vernichtet.
Er siedelte 1942 nach München um und wurde Meisterschüler bei Professor Bernhard Bleeker an der Akademie der Bildenden Künste. 1946 kehrte Clemens Pasch nach Düsseldorf zurück und arbeitete bis zu seinem Tode als freischaffender Künstler in seinem Atelier, im Atelierhaus an der Sittarderstraße. 1949 heiratete er die Ärztin Elfriede Bockamp, aus der Ehe gingen 4 Kinder hervor.
Er erhielt 1952 ein Reisestipendium vom Kultusministerium des Landes Nordrhein-Westfalen nach Italien. Weitere Arbeitsaufenthalte hatte er in Griechenland und Spanien. 1953 erhielt er ein Stipendium des Kulturkreises im Bundesverband der Deutschen Industrie (BDI)-ars viva
Clemens Pasch war Mitglied in der Rheinischen Sezession, der Neuen Münchner Künstlergenossenschaft der Neuen Darmstädter Sezession, der Duisburger Sezession und im Verein der Düsseldorfer Künstler.
Der schriftliche Nachlass des Künstlers befindet sich im Rheinischen Archiv für Künstlernachlässe in Bonn.

## Ausstellungen (Auswahl)
- 1961 Ausstellung im Kurfürstlichen Gärtnerhaus in Bonn[8]
- 1970 Clemens Pasch - Plastiken Kunsthalle Düsseldorf[9]
- 1967 Galerie Inge Seifert-Binder München[10]
- 1980 Freiplastikausstellung auf der Ziegelhütte in Darmstadt[11]
- 1984 Künstlerverein Malkasten Düsseldorf

## Ehrungen
- 1954 ARS Viva Preisträger[12]
- 2009 Stadt Sevelen (Issum) benennt Clemens-Pasch-Platz (mit Brunnen und sechs Werke des Künstlers) zum Gedenken des Künstlers[13]
- 2012 wurde in Sevelen (Issum) eine Gedenkplatte für Clemens Pasch enthüllt[14]

## Galerie

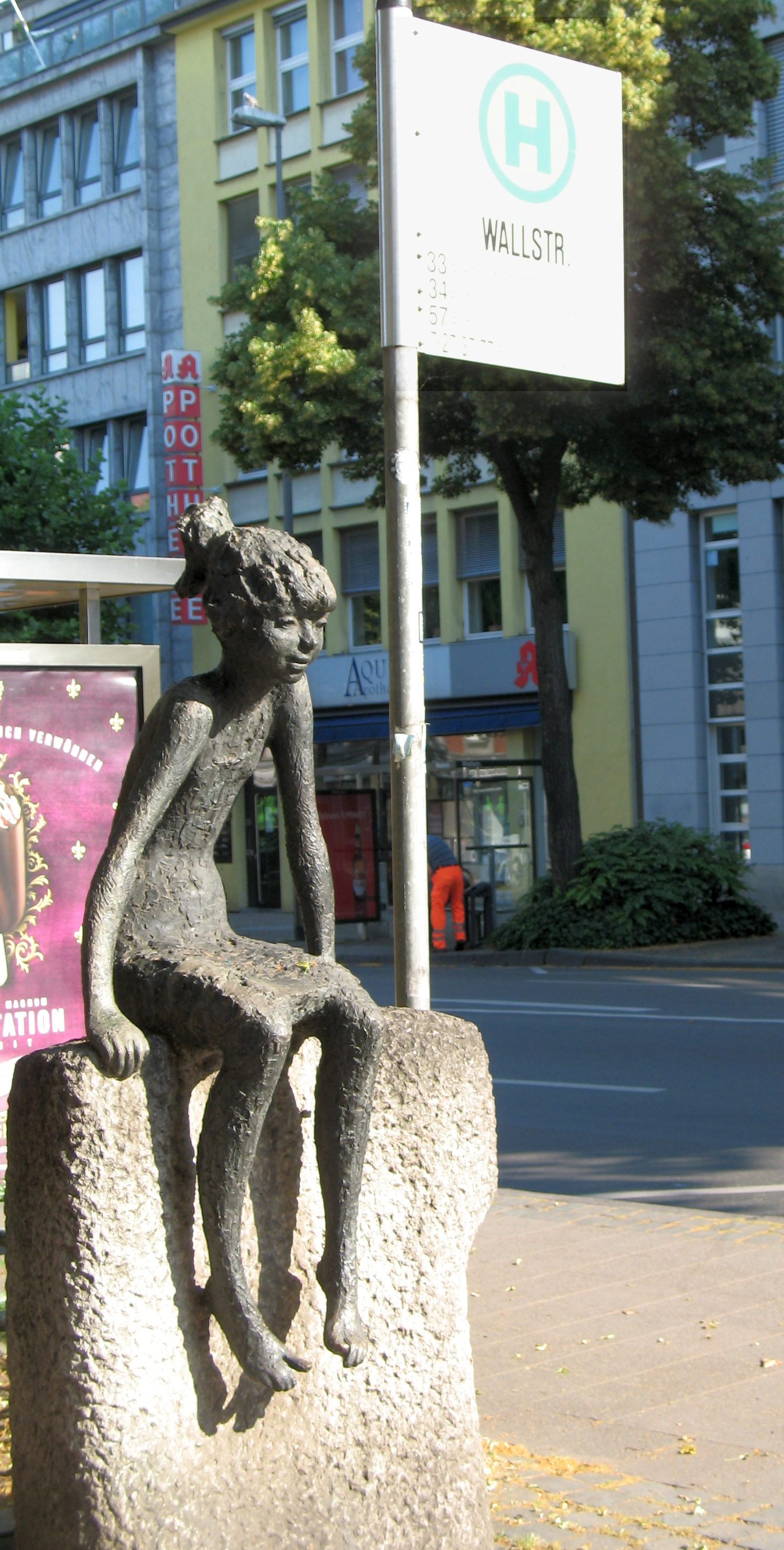
Skulptur in Aachen, 1979
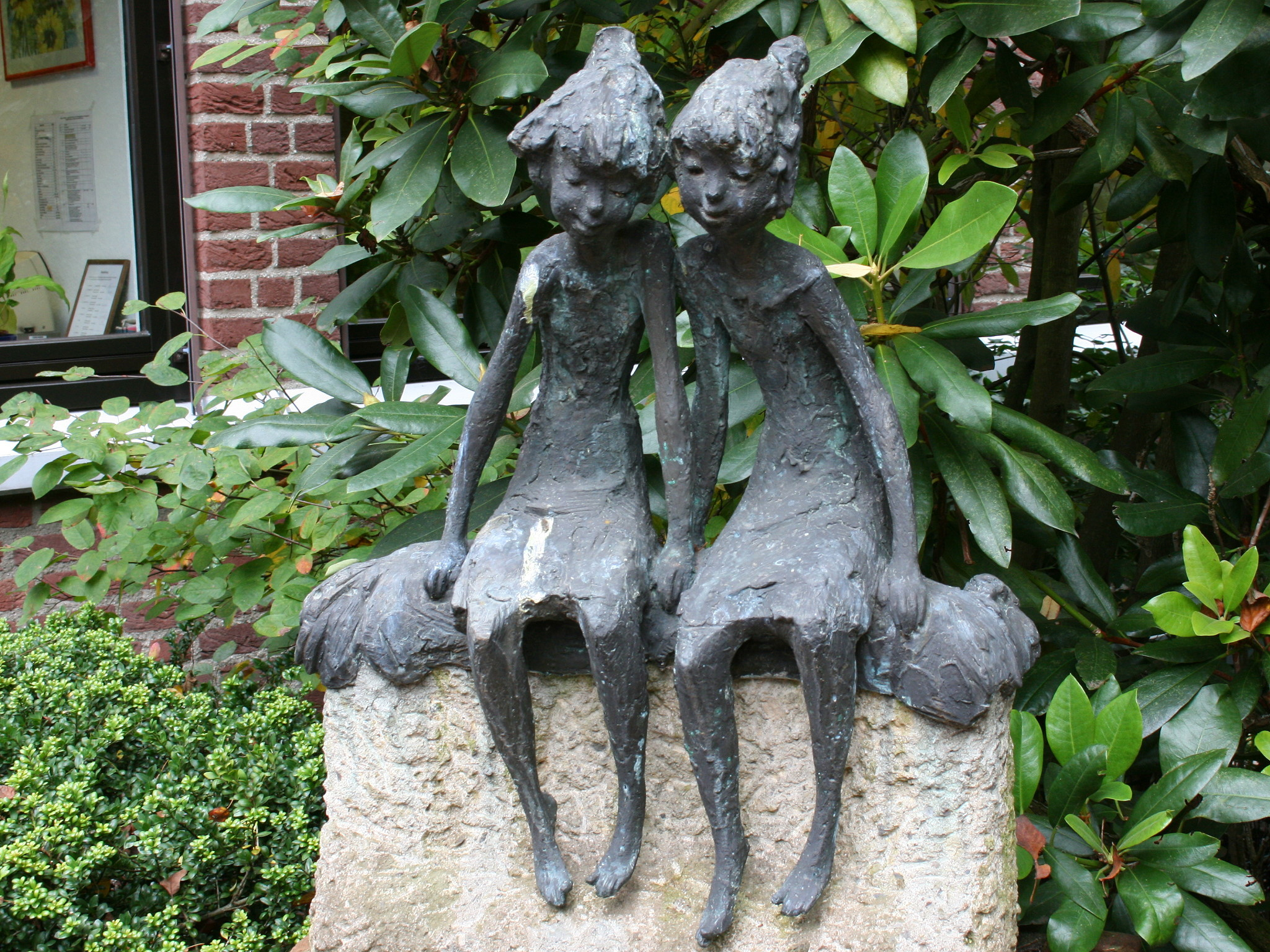
Zwei Mädchen, Issum
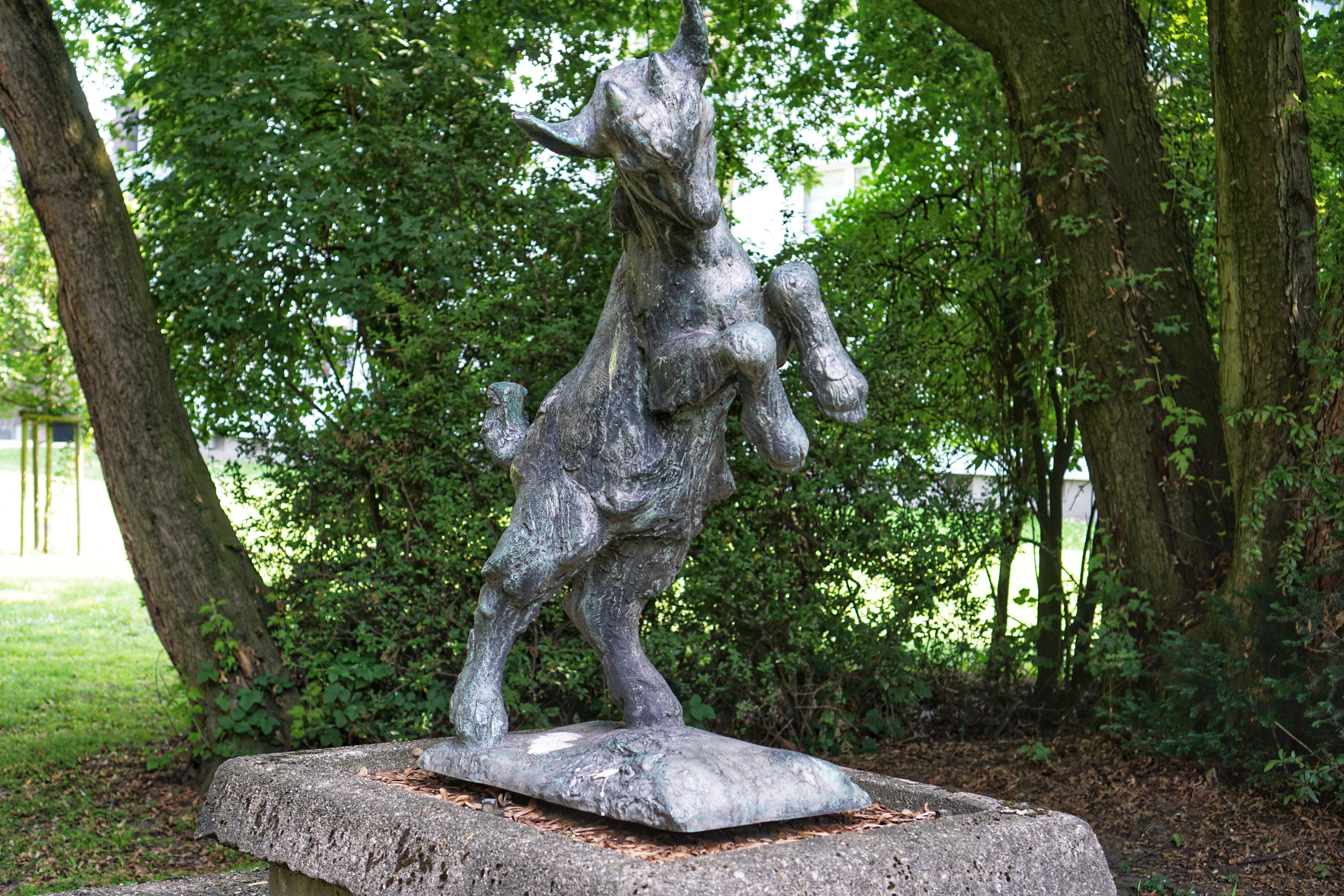
Springender Bock, Duisburg
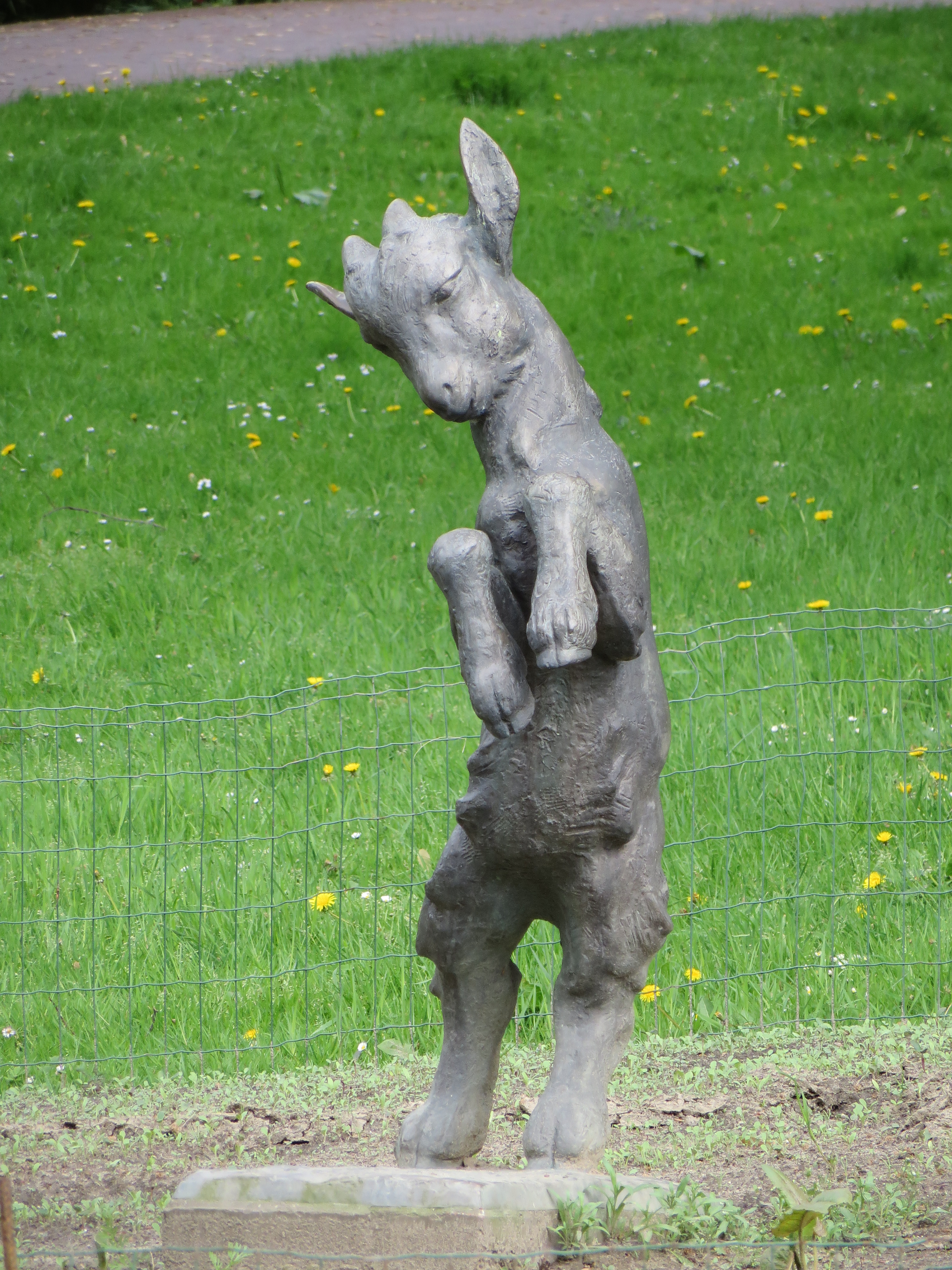
Böckchen, Witten, 1959